# 귀도 카스텔누오보
귀도 카스텔누오보(이탈리아어: Guido Castelnuovo, 1865–1952)는 이탈리아의 수학자다. 대수기하학에 대한 공헌으로 유명하며, 통계학 및 확률론에도 공헌하였다.

## 생애
1865년 베네치아에서 태어났다. 아버지 엔리코 카스텔누오보(이탈리아어: Enrico Castelnuovo)는 소설가이자 통일운동가였다. 베네치아에서 소학교를 나오고, 파도바 대학교를 1886년 졸업하였다. 그 뒤 토리노 대학교와 로마 라 사피엔차 대학교에서 가르쳤다.
베니토 무솔리니의 파시즘 정권의 반유대주의 정책 때문에 1935년 강제로 은퇴당하였고, 퇴학당한 유대인 학생들을 비밀리에 가르쳤다. 1944년 로마가 해방되자 다시 공직을 되찾았다. 1949년 이탈리아 공화국 종신 상원의원(이탈리아어: senatore)로 임명되었다. 1952년 로마에서 사망하였다.

## 같이 보기
- 곡면 리만–로흐 정리